# 1736
1736 (MDCCXXXVI) je bilo prestopno leto, ki se je po gregorijanskem koledarju začelo na nedeljo, po 11 dni počasnejšem julijanskem koledarju pa na četrtek.

## Rojstva
- 25. januar – grof Joseph-Louis de Lagrange, italijansko-francoski matematik, astronom, mehanik († 1813)
- 30. januar – James Watt, škotski matematik, inženir, izumitelj († 1819)
- 14. junij – Charles Augustin de Coulomb, francoski fizik († 1806)
- 15. september – Jean Sylvain Bailly, francoski astronom, politik († 1793)
- 16. september – Johannes Nikolaus Tetens, nemški filozof († 1807)

## Smrti
- 1. julij - Ahmed III., sultan Osmanskega cesarstva in kalif Osmanskega kalifata  (* 1673)
- 16. september – Daniel Gabriel Fahrenheit, poljski fizik (* 1686)

Neznan datum
- Kada no Azumamaro, japonski šintoistični učenjak (* 1669)